# Polymastia granulosa
Polymastia granulosa är en svampdjursart som beskrevs av Brøndsted 1924. Polymastia granulosa ingår i släktet Polymastia och familjen Polymastiidae. Inga underarter finns listade i Catalogue of Life.